# Église Saint-Michel de Saint-Brieuc
L'église Saint-Michel de Saint-Brieuc est une église du XIXe siècle de style néoclassique.
L'édifice est inscrit aux monuments historiques depuis le 18 juillet 2014.

## Histoire
Ferdinand Foch (1851-1929), futur maréchal de France et commandant en chef des troupes alliées en 1918, y épousa religieusement Julie Bienvenüe (née à Saint-Brieuc, nièce de Fulgence Bienvenüe) le 5 novembre 1883. La rue menant à l'église porte d'ailleurs le nom de « rue du Maréchal Foch ».
Dans son roman Le Sang noir paru en 1935, l'écrivain breton Louis Guilloux fait référence à l'église Saint-Michel.
Durant l'Occupation, l'abbé Fleury dissimule un poste émetteur clandestin derrière l'orgue. L'abbé Fleury sera arrêté et tué en 1944.

## Construction et décorations
L'édifice actuel remplace une chapelle du XIIIe siècle, fondée par les sires de Boisboissel, qui fut reconstruite en 1470 et utilisée jusqu'en 1835. En 1839, elle est détruite ainsi que le cimetière. Elle renfermait les sépultures des seigneurs de Boisboissel, prévôts féodés et héréditaires de l'évêque de Saint-Brieuc 
La construction de l'église Saint-Michel se déroule entre 1837 et 1841 et elle est l'œuvre de l'architecte Louis Lorin (1781-1846). L'église est bénie le 25 octobre 1841 et est consacrée le 25 juillet 1875. Une grande part des peintures sont de Raphaël Donguy (1812-1877) et les statues de saint Jean-Baptiste et saint Michel sont l'œuvre de Pierre-Marie-François Ogé et la chaire celle d'Yves Corlay. 

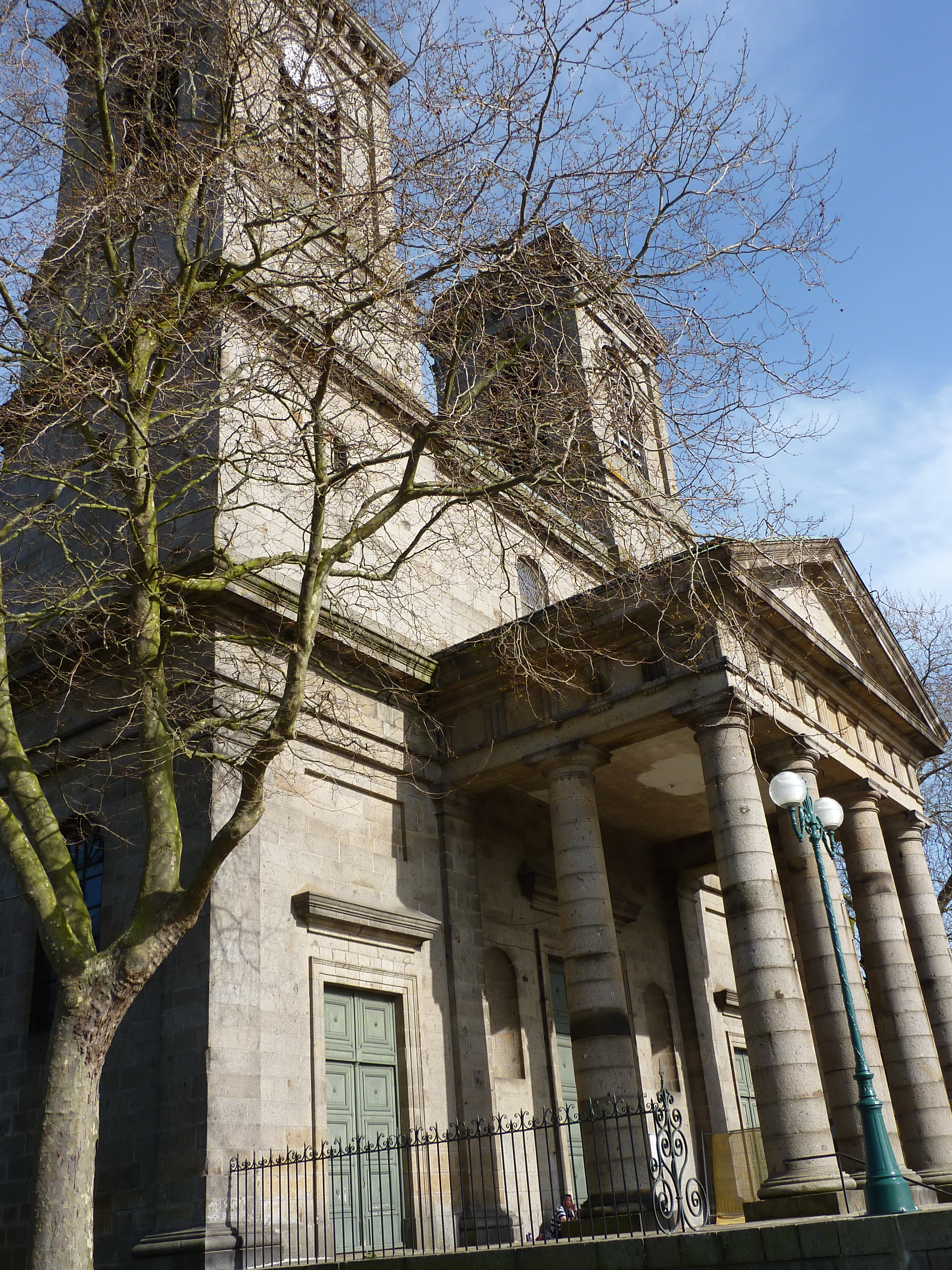
Façade principale.
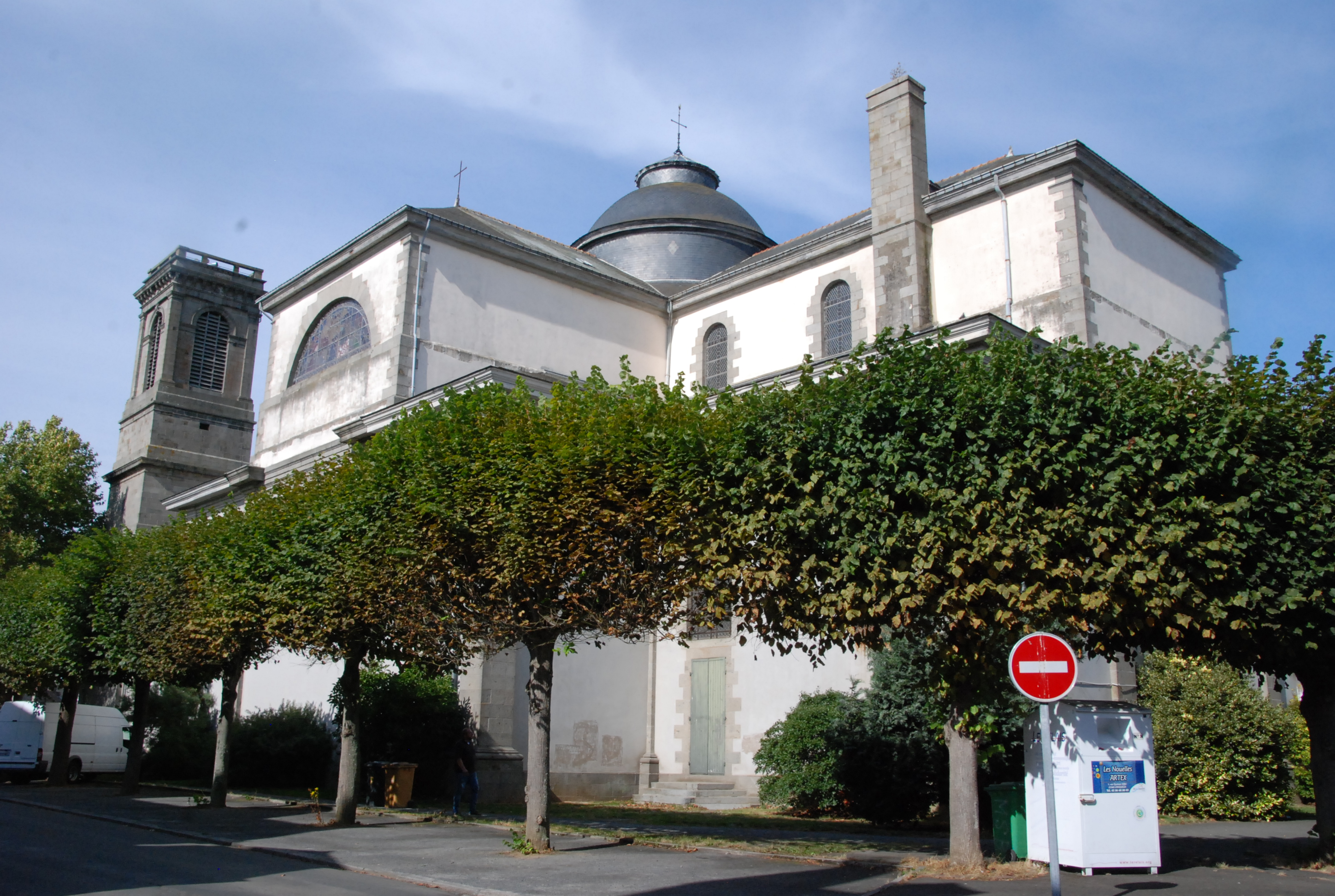
Vue de la façade arrière.